# Јужна Атина (округ)
Округ Јужна Атина (грч.  - periferiakí enótita NOtiu Tomea Athiniou) је округ у периферији Атика, на истоименом полуострву Атика. Управно средиште округа је главни град Грчке, Атина, која подручно њему не припада.
Округ Јужна Атина је успостављен 2011. године поделом некадашње некадашње префектуре Атина, која је тада због величине подељена на четири мања округа.

## Природне одлике
Округ Јужна Атина обухвата брдовито подручје у југозападном делу полуострва Атика.
Округ има средоземну климу.

## Становништво
По последњим проценама из 2001. године округ Јужна Атина је имао око 520.000 становника, од чега огромна већина живи у северном делу грађевински повезаног подручја "Велике Атине".
Етнички састав: Главно становништво округа су Грци, али у округу има и доста странаца. Око 10% становништва "Велике Атине" су нови усељеници у Грчку.
Густина насељености је близу 7.500 ст./км², што је неупоредиво више од просека Грчке (око 80 ст./км²), али је у складу са карактером округа, који покрива потпуно изграђено земљиште Атине.

## Управна подела и насеља
Округ Јужна Атина се дели на 8 општина (број је ознака општине на карти):
1. Ајос Димитриос - 4
2. Алимос - 7
3. Глифада - 12
4. Елинико–Аргируполи - 14
5. Калитеа - 20
6. Мокато–Таврос - 24
7. Неа Смирни - 26
8. Палајо Фалиро - 27

Град Атина, мада је изван округа, је његово седиште, али и периферије и целе Грчке. Све остале општине у округу су заправо њена западна предграђа и сва су велика насеља (> 10.000 ст.).